# Lionel Tapscott
Lionel Eric Tapscott (ur. 18 marca 1894 w Kimberley, zm. 7 lipca 1934 w Kapsztadzie) – tenisista reprezentujący Związek Południowej Afryki. Startował na igrzyskach w Sztokholmie w 1912 roku w turnieju singlowym na korcie otwartym.
W 1912 roku osiągnął drugą rundę gry podwójnej na Wimbledonie.
Był krykiecistą, podobnie jak jego brat George Lancelot „Dusty”, z którym reprezentowali Afrykę Południową w meczach testowych. Ich siostra Daphne „Billie” Tapscott była tenisistką, czterokrotną mistrzynią kraju oraz ćwierćfinalistką French Championships i Wimbledonu.

## Występy na letnich igrzyskach olimpijskich

### Turnieje singlowe
| Igrzyska | Konkurencja                     | 1/128 finału    | 1/64 finału              | 1/32 finału            | 1/16 finału          | Ćwierćfinał     | Półfinał        | Finał/Mecz o trzecie miejsce | Klasyfikacja końcowa |
| Igrzyska | Konkurencja                     | Rywal           | Rywal                    | Rywal                  | Rywal                | Rywal           | Rywal           | Rywal                        | Klasyfikacja końcowa |
| -------- | ------------------------------- | --------------- | ------------------------ | ---------------------- | -------------------- | --------------- | --------------- | ---------------------------- | -------------------- |
| LIO 1912 | Turniej singlowy (kort otwarty) | Jiří Kodl W 3:0 | Fritz Felix Piepes W 3:2 | François Blanchy W 3:2 | Ladislav Žemla P 2:3 | → Nie awansował | → Nie awansował | → Nie awansował              | Miejsca 9-16         |